# Polysphincta tuberosa
Polysphincta tuberosa är en stekelart som beskrevs av Johann Ludwig Christian Gravenhorst 1829. Polysphincta tuberosa ingår i släktet Polysphincta och familjen brokparasitsteklar. Arten är reproducerande i Sverige.

## Underarter
Arten delas in i följande underarter:
- P. t. bruneti
- P. t. meridionator